# A.H. Vedel
Aage Helgesen Vedel (født 1. september 1894 i København, død 9. februar 1981 i Hellerup) var en dansk søofficer, far til professor Helge Vedel. Som chef for Søværnskommandoen under besættelsen var det Vedel, der tog beslutningen om at sænke flåden i august 1943, så den ikke faldt uskadt i hænderne på værnemagten. Siden var han en habil geograf og blev æresdoktor.
Som søn af underdirektør ved Orlogsværftet Helge Vedel og hustru Charlotte f. Braern var A.H. Vedel født ind i en familie, der var tilknyttet Søværnet. Han blev kadet 1912, sekondløjtnant 1916 (modtog samtidig Henrik Gerner Medaljen), premierløjtnant 1917, kaptajnløjtnant 1923 og orlogskaptajn 1932. Han avancerede til kommandørkaptajn 1939, kontreadmiral 1941 og viceadmiral samme år, hvor han også blev chef for Søværnskommandoen og direktør for Marineministeriet (til 1950). Han var chef for Søværnet fra 1950 til 1958, hvor han tog afsked. Han blev gift 18. december 1921 med Kirsten Lützen (10. august 1899 i Thorshavn – ), datter af købmand, konsul Jacob Lützen (død 1920) og hustru f. Restorff (død 1922).
Under besættelsen kom Vedel til at spille en fremtrædende rolle. Efter augustoprøret brød samarbejdspolitikken sammen, og Forsvarets ledelse var udmærket klar over, at tyskerne kunne finde på at angribe de danske militærinstallationer. Om eftermiddagen lørdag den 28. august 1943 havde forsvarsminister Søren Brorsen og viceadmiral A.H. Vedel et samråd. Resultatet blev, at Søværnskommandoen udsendte ministerens nye ordre til enhederne på Holmen. Den lød: "Besættelse af Skibene paa Holmen maa efter Regeringens Bestemmelser ikke imødegaas med Magt." Men Søværnskommandoen, dvs. reelt Vedel som chef, valgte at handle på egen hånd og tilføjede følgende til ministerens befaling: "Skibene kan efter Omstændighederne sænkes." Tidligt om morgenen dagen efter iværksatte tyskerne den forventede aktion, Operation Safari, mod det danske militær, og Vedels ordre blev fulgt. På Flådestation Holmen lykkedes det mandskabet at sænke eller ødelægge 30 fartøjer, så tyskerne ikke kunne drage nytte af dem. Det lykkedes at sejle 13 skibe til havne i det neutrale Sverige. Billederne af de sænkede skibe på Holmen viste de allierede, at Danmark var på deres side. Vedels ordre til sænkning blev sendt til alle enheder, for eftersom tyskerne havde anbragt kanoner langs bl.a. Langelinie, var det umuligt for de danske skibe at undslippe fra Holmen. Af flådens 52 fartøjer var to på Grønland, mens 32 blev sænket af egen besætning. Fire nåede svensk territorium, og 14 blev erobret uskadte af tyskerne. Tyskerne hævede hovedparten af de sænkede enheder, og femten kom i en eller anden form for aktiv tjeneste i den tyske flåde.
Vedel blev kortvarigt interneret, og bagefter blev han i sin egenskab af direktør for Marineministeriet medlem af departementschefstyret. Samtidig var han imidlertid i nær kontakt med modstandsbevægelsens ledelse og de øverste ledere af Søværnets illegale virksomhed og koordinerede den illegale overførsel af våben fra Sverige.
Efter krigen var han i juli 1945 på tjenesterejse til London for i Admiralitetet at forhandle om overtagelse af britisk flådemateriel til påbegyndelse af personeluddannelse og flådens genopbygning. Vedel var optaget af geografisk forskning og præsterede en væsentlig indsats i udforskningen af de arktiske farvande.
Vedel var formand for Søe-Lieutenant-Selskabet 1926-28, medlem af bestyrelsen for Det krigsvidenskabelige Selskab 1929-34 og for stiftelsen Georg Stages Minde 1929-70, formand 1959-70, vicepræsident i Det Kongelige Danske Geografiske Selskab 1946-74, formand for den danske delegation af den skandinaviske forsvarskomité 1948, formand for dansk Pearyland-ekspedition 1946-51 og for Dansk Ekspeditionsfond, formand for Major Anders Lassens Mindefond, medlem af komitéen for Galatheaekspeditionen og af komiteen for undersøgelse af spørgsmål vedr. nordisk samarbejde på dybhavsforskningens område samt formand for thai-dansk botanikere på arkæologiske ekspeditioner.
Desuden medlem af tilsynsrådet for Bikuben fra 1947 og af bestyrelsen for A/S Det Østasiatiske Kompagni 1955-72, præsident for Arktisk Instituts råd fra 1955, formand for Orlogsmuseets komité 1956-70, medlem af bestyrelsen for Dansk Sømandskirke i fremmede Havne og for foreningen Dansk Samvirke 1956-70, dr.phil. h.c. ved Københavns Universitet 1956, æresmedlem af Søe-Lieutenant-Selskabet og Søofficers-Foreningen 1958, af Det Grønlandske Selskab 1966, formand for udvalget vedr. besejlingen af Grønland 1959, præsident for The Intergovernmental Conference on Oceanographic Research, København 1960 og medlem af Dansk Nationalråd for Geografi 1946-74.
Han blev tildelt Galathea Medaillen og Vitus Bering Medaillen 1974 og bar Fortjenstmedaljen i sølv. 1949 blev han Storkorsridder af Dannebrog, og han var Dannebrogsmand og ridder af flere udenlandske ordener. 1976 modtog han fra Ebbe Muncks mindefond og H.M. Dronningen Ebbe Munck-plaketten for sin indsats 29. august 1943 samt for sit årelange organisatoriske arbejde for geografisk udforskning. Han var siden ungdommen ven med kong Frederik den 9.. I 1993 blev der i 40-året for begivenhederne i 1943 på Orlogsmuseet indviet et mindesmærke over A.H. Vedel, udført af Knud Nellemose. Han er begravet på Hørsholm Kirkegård.